# 퍼제커시 로베르트
퍼제커시 로베르트(헝가리어: Fazekas Róbert, 1975년 8월 18일 ~ )는 헝가리의 육상 선수로 2002년 유럽 선수권 대회에서 금메달을 땄고 2003년 세계 선수권 대회에서 은메달을 땄다. 그는 2004년 하계 올림픽에서 1위를 했지만 나중에 약물 샘플을 제공하는데 실패해서 실격 처리되었다. 이 금메달은 비르길리우스 알레크나에게 주어졌다.

## 2004년 아테네 올림픽
국제 올림픽 위원회 관계자들은 이것이 도핑 위반을 구성하는 것이라고 경고했고 그가 또 다른 샘플을 제공할 수 있는 올림픽 마을에서 병원에 갈수있다고 조언했다. 퍼제커시는 이 제안을 거부했다. 자신의 변호에서 대표단은 그가 종교적인 사람이라고 말했다. IOC는 이것을 거부했고 그를 올림픽에서 실격 처리했다.

## 2008년 베이징 올림픽
2년 동안의 국가 대표 자격 정지 징계가 풀린 뒤부터 퍼제커시는 2008년 베이징 올림픽 원반던지기에서 8위를 하면서 상대적으로 화려하게 복귀했다.

## 도핑
2012년 하계 올림픽 2일 전에 퍼제커시는 약물 테스트에서 실패했다. 그러나 공식적으로 자신의 이름은 아니었지만 올림픽 대표팀에서 탈락했다. 1주일 후, 자신의 B 샘플은 그가 공개적으로 약물 테스트에서 실패한 것임을 인정한 후에 양성 반응을 보였다. 처음에 그는 IAAF에서 8년 동안 선수 자격 정지 징계를 받았다. 마침내 2012년 10월 2일에 헝가리 반도핑 위원회의 판결에서 위원회의 결정은 퍼제커시 로베르트가 금지 약물을 사용하지 않았음을 선언했다. 스테노졸롤의 근소한 양은 자신의 방식에서 방치된것으로 발견되었다. 따라서 그의 선수 자격 자격 정지 징계 기간은 6년으로 단축되었다.